# Reagan (film)
Pour les articles homonymes, voir Reagan (homonymie).
Pour plus de détails, voir Fiche technique et Distribution.
Reagan est un film biographique américain réalisé par Sean McNamara et sorti en 2024. Il s'agit de l'adaptation des ouvrages The Crusader: Ronald Reagan and the Fall of Communism et God and Ronald Reagan: A Spiritual Life de Paul Kengor sur Ronald Reagan, 40e président des États-Unis.

## Synopsis
Viktor Ivanov, agent du KGB, raconte la vie de Ronald Reagan au jeune agent Andrei Novikov. Après son enfance dans l'Illinois, Ronald Reagan embrasse une carrière d'acteur. Il se lance ensuite en politique. Il devient le 33e gouverneur de Californie de 1967 à 1975, avant de devenir le 40e président des États-Unis en 1981. Peu après son accession à la Maison-Blanche, il est victime d'une tentative d'assassinat.

## Fiche technique
Sauf indication contraire, les informations mentionnées dans cette section peuvent être confirmées par la base de données cinématographiques IMDb,  présente dans la section « Liens externes ».
- Titre original : Reagan
- Réalisation : Sean McNamara
- Scénario : Howard Klausner et Jonas McCord, d'après les ouvrages The Crusader: Ronald Reagan and the Fall of Communism et God and Ronald Reagan: A Spiritual Life de Paul Kengor[1]
- Musique : John Coda
- Direction artistique : Casey Crowdis et Dawn R. Ferry
- Décors : Chris Rose
- Costumes : Jenava Burguiere
- Photographie : Christian Sebaldt
- Montage : Jeff Canavan
- Production : Mark Joseph
- Sociétés de production : MJM Entertainment ; Rawhide Pictures (coproduction)
- Société de distribution : Rawhide Pictures (États-Unis)
- Budget : 25 millions de dollars[3]
- Pays de production :  États-Unis
- Langue originale : anglais
- Format : couleur
- Genres : biographie, drame, politique
- Durée : 135 minutes
- Date de sortie[4] :
  - États-Unis : 30 août 2024
  - France : 29 avril 2025 (en vidéo à la demande)

## Distribution
- Dennis Quaid : Ronald Reagan

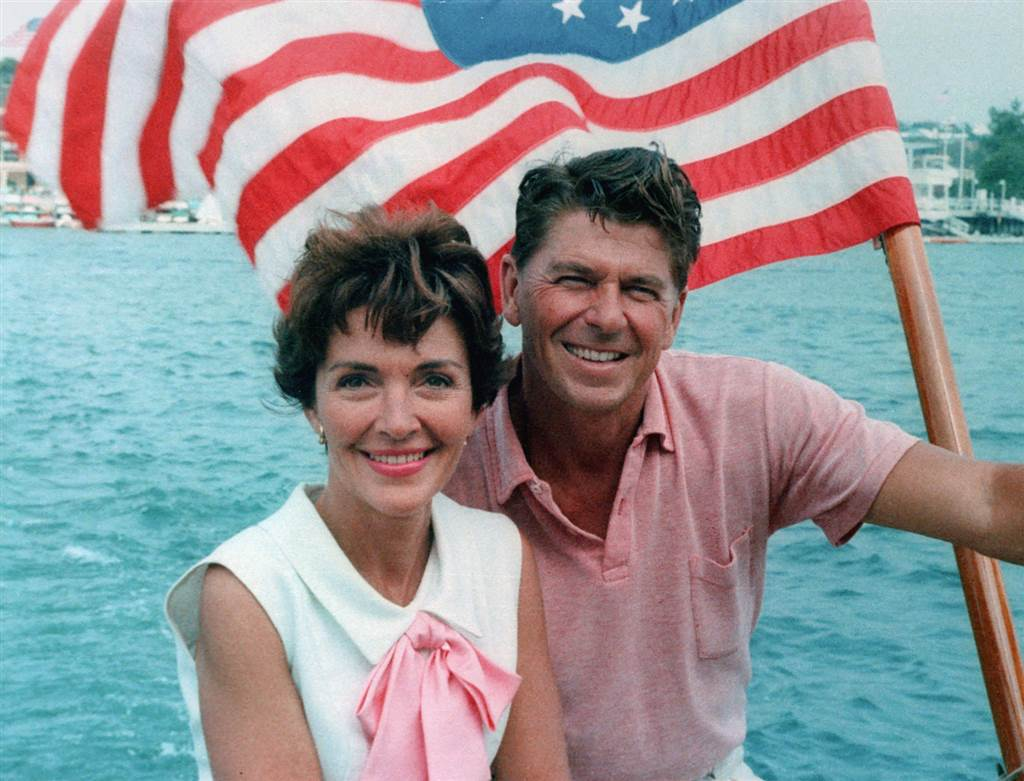
Nancy et Ronald Reagan en 1964 en Californie.

- Penelope Ann Miller : Nancy Reagan
- Kevin Dillon : Jack L. Warner
- Skip Schwink : Jimmy Carter
- Mena Suvari : Jane Wyman
- Jon Voight : Viktor Petrovich
- Lesley-Anne Down : Margaret Thatcher
- Cary-Hiroyuki Tagawa : Yasuhiro Nakasone
- Robert Davi : Léonid Brejnev
- Marshall R. Teague : Edouard Chevardnadze
- Alex Sparrow : Andrei Novikov
- Mark Kubr : Herbert K. Sorrell
- David Henrie : Ronald Reagan, jeune
- Robert Peters : l'agent Jerry Parr
- Sean Hankinson (en) : Dalton Trumbo

## Production

### Genèse et développement
Le film est vendu lors du marché du film de Cannes, en marge du festival de Cannes 2015.

### Attribution des rôles
Dès novembre 2015, plusieurs acteurs sont annoncés, comme Robert Davi dans le rôle de Léonid Brejnev, David Henrie (Ronald Reagan jeune), Cary-Hiroyuki Tagawa (le ministre japonais Yasuhiro Nakasone) ou encore Jon Voight,.
En juin 2018, Dennis Quaid est annoncé dans le rôle de Ronald Reagan. L'acteur avoue avoir un temps hésité avant d'accepter le rôle du 40e président des États-Unis : « Quand on m’a offert le rôle il y a environ quatre mois, je ne pouvais pas leur donner de réponse. J’avais un frisson d’effroi qui me traversait la colonne vertébrale. Je ne crois pas que je ressemble à Ronald Reagan. Mais en général, ce frisson de peur est le signe, pour moi, que je dois faire quelque chose qui me sorte de ma zone de confort. »
En octobre 2020, Penelope Ann Miller est officialisée dans le rôle de Nancy Reagan, seconde épouse de Ronald Reagan. En novembre 2020, Lesley-Anne Down est annoncée dans le rôle de Margaret Thatcher, alors que Kevin Dillon est confirmé dans le rôle de Jack L. Warner, cofondateur de Warner Bros.. Alors que le tournage a débuté, la participation de Mena Suvari est révélée. Elle incarne Jane Wyman, actrice et première épouse de Ronald Reagan.

### Tournage
Le tournage a lieu à Guthrie dans l'Oklahoma, le 9 septembre 2020, ainsi qu'à Santa Monica en Californie. Le 22 octobre 2020, on annonce que les prises de vues sont suspendues car plusieurs personnes de l'équipe sont testées positives au Covid-19,. Le tournage reprend ensuite le 5 novembre 2020.

## Accueil

### Sortie
Initialement prévue pour 2021, la sortie du film est décalée à 2022, puis 2023. En mars 2024, ShowBiz Direct sortira le film sur le sol américain le 30 août 2024.

### Accueil critique
Le film reçoit des critiques plutôt négatives. Sur le site d'agrégation de critiques Rotten Tomatoes, le film obtient 18 % d'avis favorables, pour 44 critiques et une note moyenne de 3,9⁄10. Sur le site Metacritic, qui utilise une moyenne pondérée, le film obtient la note de 22⁄100 pour 18 critiques.